# Vincent Mignerot
Pour les articles homonymes, voir Mignerot.
 (mars 2025).
Vincent Mignerot, né en 1978 à Lyon, est un essayiste français. Ses travaux portent sur la synesthésie et la collapsologie.

## Parcours
Titulaire d’une maîtrise en psychologie clinique obtenue en 2003 et ancien technicien cordiste, Vincent Mignerot a publié des essais, notamment sur le risque écologique, et fondé « Adrastia », une association qui s'intéresse à ce sujet.
Chercheur indépendant, il est membre du groupement de recherche transdisciplinaire « Esthétique, art et science » du CNRS, rattaché à l'université Paris-Descartes.

## Idées développées dans ses essais
En 2017, France Culture le décrit comme un « catastrophiste convaincu ».
Son essai L'Énergie du déni, paru en octobre 2021, est « un plaidoyer contre la transition énergétique », dans lequel il défend l'idée que les énergies vertes seraient un alibi utilisé par les compagnies pétrolières pour poursuivre leur activité d'extraction de combustibles fossiles.

## Publications
- Le petit camion jaune, Jacques André Éditeur, 2005  (ISBN 978-2-915009-415).
- Essai sur la raison de tout, éditions Solo, 2014  (ISBN 978-2-955084-618) (1re version 2008 préfacée par le philosophe Christian Godin  (ISBN 978-2-847290-783)).
- Le piège de l'existence : pour une théorie écologique de l'esprit, éditions Solo, 2014  (ISBN 978-2-955084-601).
- Synesthésie et probabilité conditionnelle : Lire le langage de programmation de l'Univers[7], Éditions Solo, 2014  (ISBN 978-2-955084-625).
- « Heuraesthesia: When Synaesthesia Fertilizes the Mind » in Aesthetics and Neuroscience, Scientific and Artistic Perspectives (Kapoula, Zoi, Vernet, Marine (eds)), Springer, 2016.  (ISBN 978-3-319-46233-2)
- Transition 2017 : Réformer l'écologie pour nous adapter à la réalité, Éditions Solo, 2017  (ISBN 978-2-955084-656).
- Participe à l'ouvrage collectif : Collapsus : Changer ou disparaître ? Le vrai bilan sur notre planète, sous la direction de Laurent Aillet et Laurent Testot, éditions Albin Michel, 2020  (ISBN 978-2-2264-4897-2).
- Participe à l'ouvrage collectif L'Effondrement de l'empire humain : Regards croisés, sous la direction de Manon Commaret et Pierrot Pantel, éditions Rue de l'échiquier, 2020  (ISBN 978-2-3742-5240-7).
- L’Énergie du déni : Comment la transition énergétique va augmenter les émissions de CO2, éditions Rue de l'échiquier, 2021  (ISBN 978-2-3742-5279-7).

### Contributions à des ouvrages collectifs
- « Faire calmement face à notre finitude », dans Laurent Testot et Laurent Aillet (direction), Collapsus : Changer ou disparaître ? Le vrai bilan sur notre planète, Éditions Albin Michel, 2020, 352 p. (ISBN 978-2-22644-897-2).